# 14568 Zanotta
14568 Zanotta eller 1998 OK är en asteroid i huvudbältet som upptäcktes den 19 juli 1998 av de båda italienska astronomerna Andrea Boattini och Maura Tombelli vid San Marcello-observatoriet. Den är uppkallad efter den italienska amatörastronomen Mauro Vittorio Zanotta.
Den tillhör asteroidgruppen Vesta.